# Anarchisme
Anarchisme (van Oudgrieks ἄναρχος, ánarkhos: ἀ- = "geen", ἀρχός = "heerser") is het streven naar een situatie of samenleving waarin mensen zonder een hogere macht of autoriteit leven (anarchie). Het is de verzameling denkwijzen die terug te brengen is tot de gedachte dat een individu op geen enkele manier een ondergeschiktheid áán of ván iets of iemand erkent. In de omgangstaal wordt de term anarchie als samenleving vaak verward met een andere betekenis van het begrip anarchie, namelijk chaos of wanorde/verwarring. Met de term sociaal-anarchisme tracht men die verwarring tegen te gaan.
Als politieke stroming is de moderne anarchistische beweging rond 1860 ontstaan als een afsplitsing van het socialisme. Het belangrijkste verschil tussen beide stromingen is dat het anarchisme ook na de revolutie iedere vorm van centraal gezag afwijst. Wel zijn veel anarchistische stromingen het erover eens dat de productiemiddelen collectief bezit behoren te zijn.
Volgens anarchisten leidt elke vorm van gezag tot onderdrukking en is het beter om een bestuur in de vorm van kleine autonome (zelfbesturende) gemeenschappen te hebben. Deze functioneren op basis van vrije associatie en gelijkheid van de deelnemers. Voorbeelden hiervan zijn grassroots- en basisdemocratieën zoals die bijvoorbeeld terug te vinden zijn in de manier van organiseren van actiekampen, acties of bijeenkomsten bij antiglobalistische protesten. Hier geldt besluitvorming bij consensus, organisatie in basisgroepen en autonomie van deelnemers als leidraad.
Vanwege de nadruk op de vrije associatie van individuen wordt persoonlijke bewustwording door veel anarchisten belangrijk gevonden. Een anarchistisch adagium is dan ook "het persoonlijke is politiek".

## Diversiteit van anarchisme
Iemand die de regering wil afschaffen zonder die te vervangen door een andere vorm van regering wordt meestal beschouwd als anarchist. Een anarchist ziet doorgaans een contradictie tussen de begrippen "staat" en "samenleving". In uiteenlopende anarchistische voorstellingen dient de samenleving bevrijd te worden uit de houdgreep van de staat. Er is een wijd scala aan uiteenlopende stromingen die onder de noemer "anarchisme" vallen.
Zij verschillen op grond van hoe de economie gereorganiseerd dient te worden.
| Maatschappijvorm             | Beschrijving |
| ---------------------------- | --- |
| Anarchocommunisme            | Productiemiddelen zijn het collectieve eigendom van de gehele gemeenschap, waarbij iedereen werkt naar vermogen en iedereen krijgt naar behoefte.                                   |
| Collectief-anarchisme        | Productiemiddelen zijn het collectieve eigendom van degenen die ermee werken. Roept op tot vrijwillige federalisering.                                                              |
| Mutualisme                   | De arbeiders krijgen de productiemiddelen die ze gebruiken in vruchtgebruik. Voorstander van de markt, maar verwerpt wel loonarbeid en rente. Oprichting van mutualistische banken. |
| Individualistisch anarchisme | Individuele autonomie tegen autoriteit en dwang, iedereen heeft zijn eigen verantwoordelijkheid en geweten tegenover de medemens.                                                   |
| Anarchokapitalisme           | Staat voor een kapitalistische vrije-markteconomie in afwezigheid van een overheid.                                                                                                 |
| Anarchoprimitivisme          | Terugkeer naar het tijdperk van jagers en verzamelaars of naar de vroegste vormen van landbouwgemeenschappen.                                                                       |

Anarchisten die zich niet uitspreken over een specifieke economische structuur gebruiken soms de term “anarchisme zonder adjectieven”.
Daarnaast bestaan er verschillende termen voor anarchistische groeperingen of individuen die zich concentreren op specifieke vraagstukken of actiemethoden vanuit hun anarchistische principes en doeleinden. In de onderstaande tabel zijn er een aantal termen aangegeven. Gebruik van een van deze termen sluit de andere termen niet uit.
| Naam                | Beschrijving |
| ------------------- | --- |
| Christenanarchisme  | Een stroming van het anarchisme met de Bijbel als belangrijkste inspiratiebron. |
| Anarchosyndicalisme | Kent een grote rol toe aan de vakbond en zelfbeheer. |
| Ecoanarchisme       | Stroming waarbij dominantie van de mens over ecosystemen geassocieerd wordt met onderdrukking binnen samenlevingen. Wordt geassocieerd met de actiebewegingen 'Earth First!' en GroenFront!. Heeft zijn wortels binnen het ecologisme. Wordt ook wel groen anarchisme genoemd. |
| Infoanarchisme      | Een overkoepelende term voor verschillende groepen van mensen die tegen alle vormen van intellectueel eigendom zijn. Belangrijke groepering hierbij is GNU. |
| Illegalisme         | Stroming die vooral in de Lage Landen invloed had. Binnen het illegalisme wordt criminaliteit als levensvoorziening gedoogd. |
| Anarchopacifisme    | Stroming binnen het anarchisme die tegen iedere vorm van geweld is, ofwel volledige geweldloosheid voorstaat. |

## Geschiedenis

### William Godwin

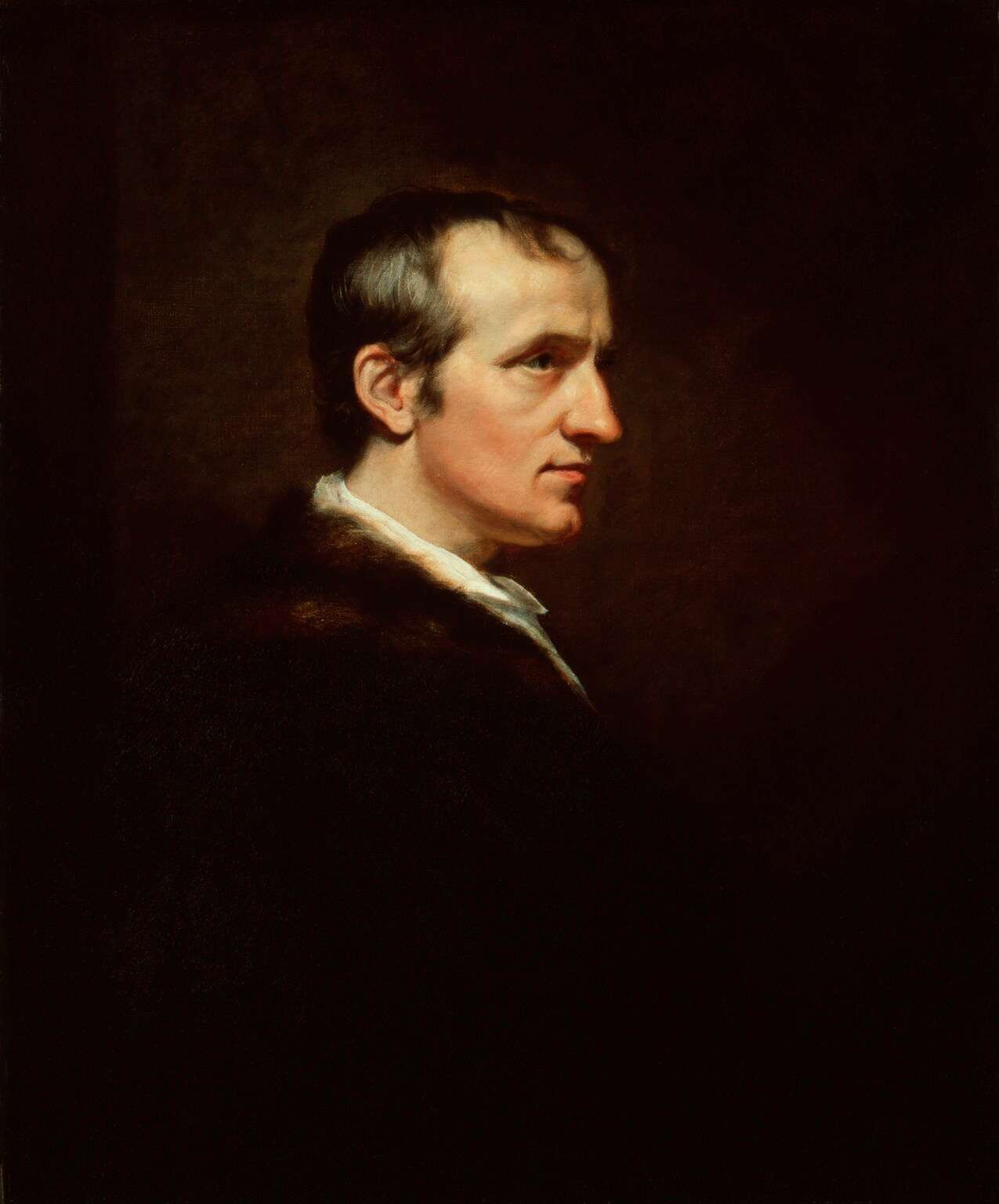
William Godwin

William Godwin wordt vaak aangehaald als de eerste anarchist. In 1793 schreef hij 'Political Justice', dat beschouwd kan worden als de eerste expressie van anarchisme. Godwin verzette zich als filosofisch anarchist tegen revolutionaire actie en was voorstander van een minimale staat die dan als 'noodzakelijk kwaad' gedoogd werd. Uiteindelijk zou volgens hem deze staat machteloos en overbodig worden en zichzelf opheffen. Godwin stond een soort extreem individualistisch anarchisme voor. Als utilitarist was Godwin ervan overtuigd dat niet iedereen gelijk was en dat enkelen 'van ons' meer waarde en belang hadden, waarbij alles in verhouding stond tot wat een individu voor de maatschappij betekende. Hij was tegen een regering omdat een samenleving met een regering strijdig was met de individuele vrijheid zelf te bepalen wat juist was en te bepalen welke acties nodig waren om in het algemeen belang te handelen.

### Mutualisme
De Franse filosoof Pierre-Joseph Proudhon introduceerde het woord anarchisme in 1840 in zijn boek Wat is eigendom?. Hij was de eerste persoon die zichzelf anarchist noemde en stond een samenleving voor, gebaseerd op vrijwillige coöperatieven: het zogenoemde mutualisme, dat nog terug te vinden is in de naam van de Belgische mutualiteiten (ziektekostenverzekering). Proudhon wilde het anarchisme op vreedzame wijze verwezenlijken, door het oprichten van een ruilbank. Deze ruilbank zou renteloze leningen verstrekken aan loonarbeiders, coöperaties, boeren en zelfstandige ambachtslieden voor het kopen of onderhouden van productiemiddelen. De leningen zouden verstrekt worden in arbeidswaardebonnen. De leden konden hun producten verkopen voor dezelfde arbeidswaardebonnen, waarmee ze op hun beurt weer goederen konden kopen van andere leden van de ruilbank. De prijs van een product zou gebaseerd zijn op de gemiddelde hoeveelheid arbeidsuren benodigd om het betreffende product te maken. Hiermee hoopte Proudhon het kapitalistische loonstelsel af te schaffen.
Het eerste tijdschrift met de term "anarchisme" in de titel was het in 1850 verschenen blad  L'Anarchie, Journal de l'Ordre van Anselme Bellegarrigue.

### De anti-autoritaire vleugel rond Bakoenin

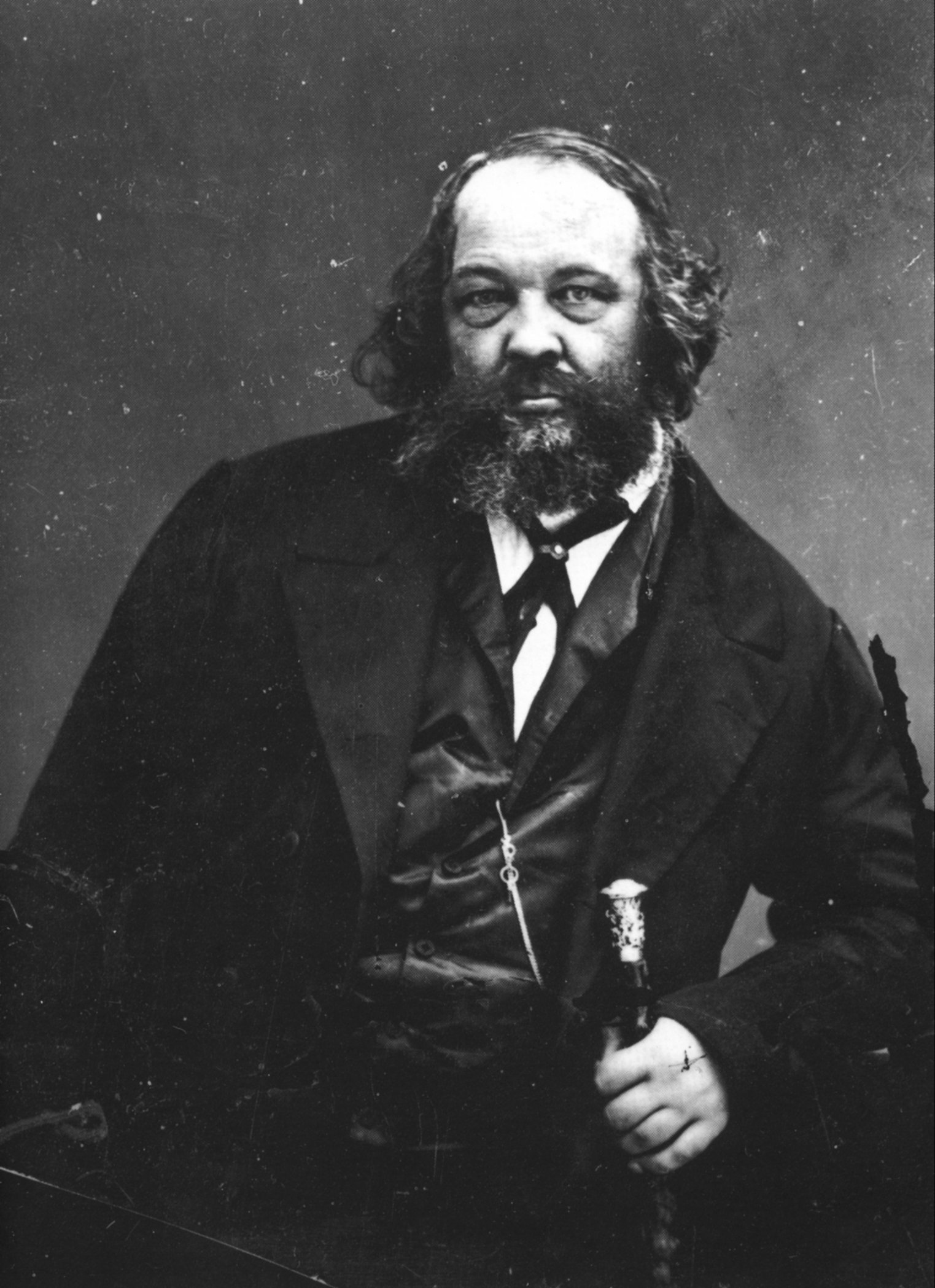
Michail Bakoenin

In de tweede helft van de negentiende eeuw was anarchisme vooral een verzamelnaam voor anti-autoritaire socialisten. In de Eerste Internationale arbeidersorganisatie (1864-1872) waren de Franse proudhonisten sterke tegenstanders van Marx. Toen in 1868 de proudhonisten de greep op de Franse sectie verloren, verscheen gelijk een nieuwe tegenstander van Marx ten tonele: Michail Bakoenin. De visie van Bakoenin over een anarchistische samenleving staat bekend als het collectief-anarchisme. De productiemiddelen zouden bestuurd worden door diegenen die ermee werkten. Als meerdere mensen in een bedrijf werken dan vormen zij gezamenlijk een associatie. De verschillende associaties zouden zich vrijwillig kunnen federaliseren tot overkoepelende bedrijfstakfederaties. De publieke ruimte zou bestuurd worden door lokale gemeenschappen – communes genoemd – die bestuurd zouden worden op democratische wijze. Niemand is verplicht om zich bij een associatie of commune aan te sluiten. Het lidmaatschap van iedere vereniging is vrijwillig en men kan een vereniging op ieder moment verlaten. Alle functionarissen worden democratisch gekozen of door consensus aangesteld. Alle functionarissen zijn op ieder moment afzetbaar door de leden van de betreffende vereniging. Volgens Bakoenin moest de bestaande orde omvergeworpen worden door een revolutie, desnoods met geweld.
Het anti-autoritaire standpunt van Bakoenin won snel aan populariteit in de Zwitserse, Italiaanse en Spaanse secties van de in 1864 opgerichte Eerste Internationale. In 1872 werden op een congres in Den Haag echter de anarchistische leden door de aanhangers van Karl Marx uit de beweging gezet. Bakoenin vond dat de revolutie door spontane actie van de loonarbeiders, boeren, ambachtslieden, middenstanders en het lompenproletariaat zou moeten ontstaan, terwijl Marx juist koos voor een strak georganiseerde beweging van arbeiders als kern van de revolutie. Een ander conflictpunt tussen Bakoenin en Marx was de kwestie over het deelnemen aan parlementsverkiezingen via politieke partijen. Bakoenin was tegen deelname omdat hij vreesde voor de centralisering van de macht bij de partijleiding. In plaats daarvan vond Bakoenin dat voornamelijk via vakbonden gewerkt moest worden. Via deelname aan de vakbeweging zouden anarchisten hun denkbeelden verspreiden – aldus Bakoenin. Dit verschil van mening tussen de marxisten en de anarchisten betekende in 1876 het einde van de Eerste Internationale. Van 1873 tot 1877 bestond er nog een Anti-autoritaire Internationale, die ook wel de 'anarchistische internationale' genoemd werd en vooral in de Romaanstalige landen veel aanhang had. Ook in 2012 vond er een Anti-autoritaire Internationale plaats, deze was in St.-Imier.
Socialisme kreeg pas de huidige politieke betekenis nadat de anarchisten uit de Internationale waren gestapt. Anarchisme bleef tot aan de Eerste Wereldoorlog een belangrijke ideologie voor de arbeidersbeweging. Alleen in Spanje bleef het anarchisme na de Eerste Wereldoorlog een belangrijke ideologie binnen de arbeidsbeweging.

### Propaganda van de daad
Het anarchisme kwam vooral in de publiciteit doordat aan het einde van de 19e eeuw de politieke leiders van de Franse Republiek (president Sadi Carnot, 1894), Italië (koning Umberto I, 1900), en de Verenigde Staten (president William McKinley, 1901) door anarchisten werden vermoord. Ook keizerin-koningin Elisabeth van Oostenrijk-Hongarije (1898) werd het slachtoffer van een aanslag door een anarchist. Deze anarchisten hingen het door Carlo Cafiero bedachte principe van propaganda van de daad aan, dat ervan uitging dat men door middel van aanslagen een revolutie kon ontketenen. Deze terroristische methoden maakten de anarchisten zeer gevreesd bij de autoriteiten, maar konden niet de goedkeuring van alle anarchisten wegdragen.
De geslaagde aanslag in 1881 op de Russische tsaar Alexander II werd ten onrechte toegeschreven aan de anarchisten, terwijl de aanslag werd gepleegd door de Narodniki.

### Anarchocommunisme
De Russische anarchistische theoreticus Peter Kropotkin legde de grondslag voor een minder gewelddadige versie van het anarchisme. Hij pleitte voor een totale collectivisatie van de samenleving waarin niet alleen de productiemiddelen gecollectiviseerd werden, maar ook de consumptie, volgens de richtlijn: "Van ieder naar zijn vermogen, aan ieder naar zijn behoeften". Dit betekent dat de productiemiddelen het eigendom zouden zijn van de gehele gemeenschap en dat de distributie van goederen en diensten niet gebaseerd is op geld of het aantal gewerkte uren, maar op de verschillende behoeftes van personen. Volgens Kropotkin zou men in het anarchocommunisme niet meer vastzitten aan een strikte arbeidsverdeling, maar kan iedereen doen waar ze zin in hebben. Volgens hem toonden de biologie en de sociologie aan dat mensen en dieren eerder tot samenwerking dan tot competitie geneigd waren.
Belangrijker voor de ontwikkeling van het anarchisme als politieke beweging was de oproep van Kropotkin in 1895 dat anarchisten lid moesten worden van vakbonden om daar de discussie over de anarchistische revolutie op te starten en van zichzelf te bewijzen dat ze geen eigenbelang nastreefden. Na de slechte naam die het terrorisme hen had gegeven was dit voor veel militanten een welkome koers. De invloed die anarchisten op de vakbeweging uitoefenden vindt men in verschillende vormen terug.

### Anarchosyndicalisme

Anarcho-syndicalistische vlag

Het anarchosyndicalisme is de variant van het anarchisme dat de vakbond als organisatievorm gebruikt, waaruit een anarchistische samenleving moet groeien. Het anarchosyndicalisme is de fusie van de tactiek van het revolutionaire syndicalisme met de principes van het anarchisme. Dit betekent dat een anarchosyndicalistische vakbond georganiseerd is volgens anarchistische principes met als doel het bereiken van een anarchistische samenleving. De vakbond is een middel om directe verbeteringen te verwezenlijken, maar het uiteindelijke doel is het verwezenlijken van een anarchistische samenleving.
In 1888 werd de eerste Bourse du Travail opgericht. Een Bourse du Travail was een federatie van lokale vakbonden die werklozen aan een baan hielpen, maar later ook ziekenfondsen, werklozenfondsen en beroepsonderwijs organiseerden. In 1892 verenigden de Bourses zich in de Federation des Bourses du Travail met Fernand Pelloutier als secretaris. Pelloutier vond vanaf 1891 dat de arbeidersklasse door onafhankelijke vakbondsactiviteit een revolutie moest ontketenen. Pelloutier was een van de grondleggers van het revolutionair syndicalisme, maar hij werd later een anarchist en formuleerde toen het anarchosyndicalisme. Zijn visie was een vorm van het collectief-anarchisme van Bakoenin, maar waarbij de federale structuur werd gevormd door vakbondsorganen. Volgens Pelloutier moest ieder bedrijf bestuurd worden door diegenen die daar werken. Deze bedrijven onder arbeiderszelfbestuur vormden op lokaal niveau een federatie die de commune zou beheren. Bakoenin hield de mogelijkheid open dat de commune een zelfstandig karakter had, terwijl Pelloutier vond dat de commune beheerd moest worden door arbeidersassociaties. In deze lokale federatieraad waren alle bedrijven onder arbeidersbestuur vertegenwoordigd door democratisch gekozen afgevaardigden die op ieder moment afzetbaar waren. Later werd in het anarchosyndicalisme het streven naar het anarchocommunisme van Kropotkin populairder dan het collectief-anarchisme van Bakoenin. Sommige anarchosyndicalisten denken dat eerst het collectief-anarchisme zal ontstaan, dat langzaam zou overgaan naar het anarchocommunisme.
Het anarchosyndicalisme had raakvlakken met de denkbeelden van Bakoenin en Kropotkin over vakbonden, maar Bakoenin en Kropotkin zagen deelname aan algemene vakbonden door anarchisten als slechts een middel tot het organiseren van de werkende bevolking en om anarchistische informatie te promoten. De anarchosyndicalisten daarentegen wilden een specifieke anarchosyndicalistische vakbond die de aanzetter tot de revolutie zou zijn, waarbij de anarchistische samenlevingsvormen zouden voortkomen uit de vakbond.
Naast deze anarchistische stroming bestond in het revolutionair syndicalisme een stroming rond Victor Griffuelhes en Hubert Lagardelle, die geen voorstanders waren van het anarchisme.

### Anarchistische Internationale van Amsterdam in 1907
Nadat in 1896 op de Tweede Internationale in Londen de anarchisten daar definitief van werden uitgesloten kwamen er nieuwe initiatieven om een Anarchistische Internationale te houden. Niet alle anarchisten vonden dit overigens een goed idee: de Franse anarchist Jean Grave, maar ook de Nederlandse anarchist Domela Nieuwenhuis vonden een Internationale een begin van corrumperend centralisme dat de autonomie van de lokale organisaties zou aantasten. Volgens hen moest samenwerking op tijdelijke basis met een vastomlijnd doel. Het Internationale Anarchistische Congres in Amsterdam in 1907 werd evenwel goed bezocht. De belangrijkste tegenstelling was hier tussen de oude Italiaanse anarchist Errico Malatesta en Pierre Monatte, een revolutionair syndicalist die de oude anarchisten vroeg zich bij de nieuwe beweging aan te sluiten. Malatesta wees het syndicalisme echter van de hand omdat vakbonden uiteindelijk reformistische instituties zijn en de revolutie op basis van morele solidariteit moet plaatsvinden, niet op basis van 'illusoire' economische solidariteit. Malatesta vond klassenstrijd een marxistische fictie.

### Historische anarchistische bewegingen
Het anarchisme werd begin 20e eeuw vooral in Zuid-Europa en de Latijns-Amerikaanse wereld een massabeweging. Anarchisme als historische massabeweging is volgens Peter Lösche in te delen in drie (sociologische) typen:
- Agraranarchismus van kleine boeren en landarbeiders, zoals in het Spaanse Andalusië (1890-1936).
- Handwerkersanarchismus van ambachtslieden of arbeiders in ambachtelijke beroepen, zoals in de Zwitserse Jura, maar ook het Nederlandse en Belgische anarchisme is van die aard.
- Syndicalismus van industriële arbeiders die teleurgesteld zijn in het reformisme en centralisme van politiek socialisme, zoals in Frankrijk.[14]

Volgens Gaetano Manfredonia zijn er drie 'modellen' van anarchisme die wel tegelijk voorkwamen in een regio:
- insurrectionnel, bijvoorbeeld de propagandisten van de daad of andere dissidenten die eventueel samen kwamen in anarchistische organisaties
- syndicaliste, anarchisten die zich via de vakbeweging organiseerden
- educationiste-realisateur, die zich richtten op de 'vorming van de nieuwe mens' door onderwijs dat onafhankelijk was van kerk en staat.[15]

Een voorbeeld van een (agrarisch) anarchistische massabeweging is te vinden in de Mexicaanse Revolutie (1910-1917). Deze was in hoge mate geïnspireerd door anarchistische ideeën (bekende anarchisten waren Ricardo Flores Magón, Antonio Díaz Soto y Gama en Emiliano Zapata).
Het anarchisme werd een massabeweging in het oosten van Oekraïne na de val van het Russische Keizerrijk. In de Februarirevolutie werd tsaar Nicolaas II afgezet en vervangen door een Voorlopige Regering van liberalen en gematigde socialisten. Nadat de bolsjewistische communisten de macht hadden gegrepen via de Oktoberrevolutie van 1917 werd er vrede gesloten tussen de bolsjewieken en de centrale mogendheden. Hierbij kregen de Duitsers en Oostenrijkers het recht om Oekraïne over te nemen. De centrale mogendheden stoten op verzet door de anarchisten die waren georganiseerd rond Nestor Machno. Deze groepering stond bekend als de Revolutionair Opstandsleger van Oekraïne. Zij vochten tegen de bolsjewistische communisten, Russische monarchisten, Oekraïense nationalisten en de Duitsers en hun vazallen. Hierdoor ontstond tussen 1918 en 1921 de Vrije Zone van Oekraïne, waar veel gemeenschappen zich organiseerden volgens het collectief-anarchisme, terwijl er nieuwe communes werden opgezet volgens de principes van het anarchocommunisme. De anarchistische gemeenschappen werden vernietigd door de bolsjewieken.

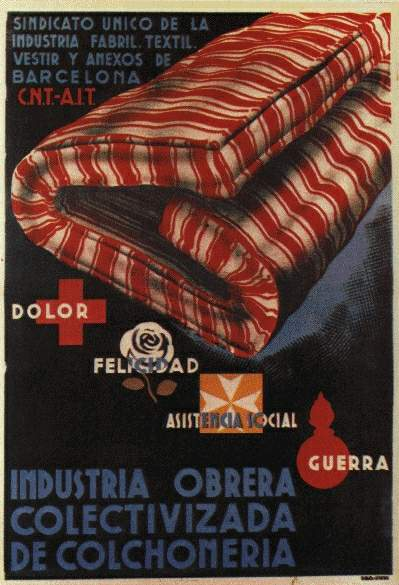
Poster van de CNT over arbeiderszelfbestuur in textielfabrieken.

In Spanje telde het anarchosyndicalistische CNT meer dan een miljoen leden onder de arbeiders en boeren. In 1936 brak de Spaanse Burgeroorlog uit na de Spaanse staatsgreep van juli 1936 van de nationalistische factie. In Catalonië en in Aragón zorgden voornamelijk de milities van de CNT ervoor dat de Spaanse nationalisten daar de macht niet konden overnemen. Dit zorgde in 1936 voor een anarchistische revolutie in Spanje, dat wil zeggen de hele maatschappij in grote delen van Spanje (vooral Catalonië) werd op anarchistische wijze georganiseerd. De anarchistische productieve associaties werden zwaar verzwakt door de overwinningen van de nationalistische leider Francisco Franco. Maar ook omdat de socialistische en communistische krachten in de regering van de Republiek zich tegen de anarchisten keerden en de revolutie met geweld begonnen terug te draaien. Met de overwinning van Franco werden tienduizenden 'roden' vermoord, tienduizenden vluchtten het land uit. Vele Spaanse anarchisten bleven voort strijden in de verzetsbewegingen tegen het fascisme en het kapitaal in Europa, een handvol ook na de Tweede Wereldoorlog (Sabate, Facerías), anderen waren actief in de eerste Latijns-Amerikaanse guerrillagroepen (bijvoorbeeld Cienfuegos in Cuba).

### Modern anarchisme
Na onderdrukking overal ter wereld in de jaren dertig van de 20ste eeuw, leek het anarchisme als invloedrijke beweging dood te zijn. Maar in de jaren zestig herleefde het toch weer, met onder meer de tegenculturen situationisten en de provo-beweging. Daarna ook binnen de punk- en de kraakbeweging.
Recentelijk kreeg anarchisme aandacht door acties tegen de globalisering en het kapitalisme, zoals de top van de WTO in Seattle in 1999, en van de G8 in Genua in 2001, waarbij anarchisten een belangrijke rol speelden.

## Anarchisme in Nederland
De (internationaal) bekendste Nederlandse anarchist is Ferdinand Domela Nieuwenhuis. Domela Nieuwenhuis was predikant maar werd atheïst en legde in 1879 zijn ambt neer. Initieel aangetrokken tot de toen nog radicale Sociaaldemocraten, voelde hij zich geleidelijk steeds sterker aangetrokken tot het anarchisme. Het blad De Vrije Socialist dat hij uitgaf (tegenwoordig online voortgezet als De Vrije) propageerde het anarchisme. In 1910 publiceerde hij zijn memoires Van Christen tot Anarchist.
Het religieuze anarchisme was, zeker in vergelijking met andere landen, in Nederland sterk vertegenwoordigd. Er waren meerdere christen-anarchistische gemeenschappen, zoals in Blaricum waar door Felix Ortt tevens een school werd opgericht. De christen-anarchisten verenigden zich in Nederland rond het blad Vrede, dat in 1897 werd opgericht. Daarnaast waren er verschillende organisaties Rein Leven Beweging (1901-1929), het Vrije Menschen Verbond (1907-1919), de Broederschapsfederatie (in 1918 opgericht door Margaretha Meijboom) en de Bond van Religieuze Anarcho-Communisten.
In de jaren 1920 bestonden er verschillende anarchistische jongerenorganisaties die zich bezig hielden met de klassenstrijd, antimilitarisme en vrije vormen van leven. Twee voorbeelden hiervan zijn De Moker en Alarm, die beiden ook een eigen blad hadden. Enkele jongeren probeerden na het uiteenvallen van deze organisaties in Nederland een libertaire en revolutionaire vakbeweging op te zetten. Uit onvrede over het aansluiten van het Nationaal Arbeids-Sekretariaat (NAS) bij de Rode Vakbonds-Internationale, vormde zich de anarcho-syndicalistische vakbond Nederlands Syndicalistisch Vakverbond (NSV). Het NSV sloot zich in 1922 aan bij de eveneens anarcho-syndicalistische Internationale Arbeidersassociatie (IAA-IWA) en had een eigen krant De Syndicalist en een theoretisch blad genaamd Grondslagen.
De Tweede Wereldoorlog was een doodsteek voor het anarchisme in Nederland. Na de bezetting in 1940 verboden de Nazi's alle anarchistische organisaties en vele anarchisten moesten onderduiken of sloten zich aan bij het verzet. De nodige van hen, onder wie bijvoorbeeld ook een actieve uitgever als Henk Eikeboom, werden in concentratiekampen in Duitsland vermoord. Na de bevrijding was er een poging om de verboden organisaties weer opnieuw op te richten maar dit lukte maar ten dele.
In de jaren zestig herleefden anarchistische ideeën, wat onder andere uiting vond in de Provo-beweging. Anarchisme vond via deze weg tevens uiting in de kraakbeweging, via waar het anarchisme in Nederland zich verder ontwikkelde. Sinds 1990 bestaat in Nederland de Vrije Bond, die inmiddels ook twee secties in België heeft. De Vrije Bond is ontstaan uit de Bedrijfsorganisatie Collectieve Sector (BCS) en het Onafhankelijk Verbond van Bedrijfsorganisaties (OVB). Bij de oprichting was de Vrije Bond een syndicalistische vakbond met anarchistische inslag. De organisatie heeft zich echter meer en meer tot een algemene landelijke anarchistische organisatie ontwikkeld.
In Nederland zijn in meerdere steden anarchistische groepen en organisaties actief. Een prominent anarchistisch tijdschrift in Nederland is Buiten de Orde, uitgegeven door de Vrije Bond. Andere expliciet anarchistische periodieken zijn De AS en kranten en magazines van de verschillende eerder genoemde groepen als de inBeweging uit Nijmegen of de Directe Actie uit Amsterdam. Tevens bestaan er op anarchistische principes georganiseerde organisaties als GroenFront!, dat zich richt op milieubescherming (gebaseerd op het model van Earth First!) en ook Anti-Fascistische Aktie, dat tot doel heeft extreemrechtse tendensen in de samenleving te bestrijden.
Sinds 1934 houden Nederlandse anarchisten rond Pinksteren hun jaarlijkse bijeenkomsten op de Pinksterlanddagen, die plaatsvinden op de 'Camping tot Vrijheidsbezinning' in Appelscha. Geïnspireerd door het anarchisme en de kraakbeweging die opkwam in de jaren 70 en 80 van de 20ste eeuw zijn meerdere initiatieven voortgekomen zoals weggeefwinkels en zogeheten vrijplaatsen zoals de 'Binnenpret' in Amsterdam, Eurodusnie in Leiden, 'de Samenscholing' in Den Haag, de ACU in Utrecht en de Grote Broek in Nijmegen. In Amsterdam, Utrecht en Nijmegen zijn in deze centra ook anarchistische bibliotheken te vinden die fungeren als een belangrijk trefpunt voor anarchisten.

### Organisaties en groepen
- Vrije Bond
- Anarchistische Groep Amsterdam
- Autonomen Den Haag
- Autonomen Brabant
- Anarchistische Groep Nijmegen

## Anarchisme in België
In 1904 werd er in Charleroi een congres gehouden waar de Fédération Amicale des Anarchistes de Belgique uit voortvloeide. Georges Thonar speelde een prominente rol. De federatie kende een aantal afdelingen en ging in 1908/09 de Féderation Anarchiste de Belgique heten.
Andere Belgische anarchisten van die tijd zijn Lucien Hernault en Emile Chapelier. Het levenswerk van deze laatste was de anarcho-communistische kolonie L'Experience te Stokkel, een gehucht in Sint-Pieters-Woluwe, waarvan de bewoners zichzelf Groupement Communiste Libertaire noemden.
De Vrije Bond en Fédération Anarchiste zijn actief in België. Onder meer in Antwerpen, Brugge, Gent, Hasselt en Leuven zijn er anarchistische organisaties actief.

### Organisaties en groepen
- Vrije Bond
- Anarchistisch Collectief Antwerpen
- Leuven Anarchistische Groep
- Anarchistisch Collectief Brugge
- Anarchistisch Collectief Gent

## Anarchisme en geweld
De connotatie van gewelddadigheid en chaos die vaak bij het anarchisme opkomt, is vooral het gevolg van een strategie die een klein aantal anarchisten aan het einde van de 19e eeuw gebruikten – de zogenaamde 'propaganda van de daad' – maar ook door de manier waarop de term gebruikt wordt in de media. De meeste anarchistische ideologen propageren geen geweld, maar accepteren zelfverdediging. 
[...] als Anarchisten kunnen we en willen we geen geweld gebruiken, behalve ter verdediging tegen de onderdrukking van onszelf en anderen. Maar we claimen dit recht op verdediging – volledig, wezenlijk en doeltreffend. Dat wil zeggen, we wensen voorbij te gaan aan het materiële instrument dat ons verwondt en de handen aanvallen die het instrument hanteren, en het hoofd dat het aanstuurt. - Errico Malatesta, Anarchie en geweld, 1894
Er is een stroming binnen het anarchisme, het anarchopacifisme, die elke vorm van geweld verwerpt, dus ook zelfverdediging. Andere stromingen maken een onderscheid tussen individueel geweld en georganiseerd geweld.

## Anarchisme en recht
Het anarchisme zoals hierboven beschreven draait om twee kernen, te weten:
1. de revolte tegen opgelegd gezag, zowel individueel (leider) als institutioneel (overheid) en
2. de omarming van de vrije associatie en gelijkheid, waarvan de zelfbesturende gemeenschappen de institutionele uitdrukking zijn. Dat wat het anarchisme aangaat.

Met betrekking tot het recht komen opnieuw de twee genoemde kernen in beeld. Dan valt op dat het recht in de sfeer van de revolte geen plaats krijgt (of het moet gaan om de erkenning van een ‘recht op verzet’). Het recht introduceert zich evenwel nadrukkelijk in hetgeen door het anarchisme wordt omarmd. Daarmee is een paradox ontstaan waar men niet zonder discussie om heen kan: het recht wordt op de ene plek afgewezen en tegelijk op een andere plek aanvaard.
Die paradox treft men al aan bij de klassieke anarchist Michail Bakoenin. In anarchistische kringen is hij vooral bekend vanwege zijn permanente revolte tegen elke vorm van opgelegd gezag, tegen elke reglementering. Het is een revolte ten behoeve van een vrije wereld. Maar is een wereld zonder reglementering wel een vrije wereld? Dit is de vraag die bij alle verzet gesteld moet worden, meent de Franse schrijver en filosoof, Albert Camus in zijn boek De mens in opstand. Hier kondigt zich nadrukkelijk het onderwerp anarchisme en recht aan.

## Bekende anarchisten
- Michail Bakoenin
- Alexander Berkman
- Murray Bookchin
- Noam Chomsky
- Buenaventura Durruti
- William Godwin
- Emma Goldman
- Peter Kropotkin
- Nestor Machno
- Errico Malatesta
- Erich Mühsam
- Pierre-Joseph Proudhon
- Élisée Reclus
- Murray Rothbard
- Nicola Sacco
- Max Stirner (Johann Caspar Schmidt)
- Bartolomeo Vanzetti
- Emiliano Zapata
- John Zerzan

### Nederlandse anarchisten
- Anton Constandse
- Ferdinand Domela Nieuwenhuis
- Roel van Duijn
- Marius de Geus
- Albert de Jong
- Arthur Lehning
- Clara Wichmann

### Belgische anarchisten
- Jacques Mesnil